# Hollerland
Hollerland este o arie protejată (arie specială de conservare — SAC, sit de importanță comunitară — SCI, arie de protecție specială avifaunistică — SPA) din Germania întinsă pe o suprafață de 290,9 ha, integral pe uscat.

## Localizare
Centrul sitului Hollerland este situat la coordonatele 53°07′20″N 8°52′15″E / 53.1222°N 8.8708°E.

## Înființare
Situl Hollerland a fost declarat arie de protecție specială avifaunistică în februarie 1993 pentru a proteja 8 specii de animale. Alte tipuri de protecție:
- sit de importanță comunitară (în mai 2005)
- arie specială de conservare (în iulie 2009)[1][3][4]

## Biodiversitate
Situată în ecoregiunea atlantică, aria protejată conține 2 habitate naturale: Pășuni continentale udate de apa mării, Liziere de ierburi înalte hidrofile de câmpie și de nivel montan până la alpin.
La baza desemnării sitului se află mai multe specii protejate:
- păsări (4): lăcar-de-rogoz (Acrocephalus schoenobaenus), cristeiul de câmp (Crex crex), becațină comună (Gallinago gallinago), becațină mică (Lymnocryptes minimus)
- nevertebrate (2): Anisus vorticulus, Graphoderus bilineatus
- pești (2): zvârluga (Cobitis taenia), țipar (Misgurnus fossilis)

Pe lângă speciile protejate, pe teritoriul sitului au mai fost identificate 13 specii de plante, 1 specie de amfibieni, 1 specie de nevertebrate.